# Берег Отса
Бе́рег О́утса (англ. Oates Coast) — частина північного узбережжя Землі Вікторії в Східній Антарктиді, що лежить між 156° і 166° східної довготи і знаходиться між мисом Гудзон і мисом Вільямса. Берег також утворює узбережжя землі Отса і частково попадає в сектор Антарктики, на який претендує Австралія.
Протяжність узбережжя становить близько 600 км. Берег майже повністю покритий льодом, лише в східній частині є групи гір, вільні від льоду.
Берег Отса (східна його частина) був відкритий у лютому 1911 року лейтенантом ВМФ Гаррі Л. Л. Пеннелом з англійської експедиції Роберта Скотта і був названий на честь одного із її учасників, капітана Лоуренса Отса, який загинув разом зі Скоттом і ще трьома товаришами: Едвардом Адріаном Вілсоном, Генрі Робертсоном Боверсом і Едгаром Евансом, при поверненні із Південного полюса. Берег був вперше знятий з повітря у 1946—1947 роках експедицією США, при цьому була відкрита його західна частина поблизу півострова Моусона. В 1958 році був обстежений наземними групами радянської антарктичної експедиції. З лютого 1971 року на території Берега Отса функціонує радянська, потім російська полярна станція Ленінградська.